# Strongylodon macrobotrys
Strongylodon macrobotrys (nefritová liána) je nejznámější druh rodu Strongylodon, je to ovíjivá liána považovaná za jeden z mizejících pokladů filipínského deštného pralesa. Raritou je modrozelená barva květů která je popisována jako nefritovo – smaragdová. Odtud plynou i jeho anglická jména "Jade Vine" (nefritová liána) nebo "Emerald Creeper" (smaragdová popínavka).

## Výskyt
Tato rostlina v původním prostředí vyrůstá pouze na Filipínách na ostrovech Luzon, Mindoro a Catanduanes. Roste ve vlhkých lesích nejčastěji společně s mohutnými stromy čeledě dvojkřídláčovitých po kterých se pne vzhůru. Potřebuje vysokou vzdušnou vlhkost a proto vyhledává vlhká místa v údolích poblíž jezer a vodních toků. Je velmi citlivá na nízké teploty, nesnáší pokles pod +20 °C a proto se jen výjimečně objevuje v nadmořské výšce nad 1000 m n. m. Nejlépe se ji daří ve stále vlhké, humózní, na živiny bohaté půdě která je slabě kyselá až neutrální (5,5 až 6,5 pH) a na místech kde jsou její listy osluněny a kořeny naopak zastíněny.
V České republice lze Strongylodon macrobotrys spatřit např. v Botanické zahradě hl. m. Prahy kde roste od roku 2003 ve skleníku Fata morgana a v Botanické zahradě Liberec v pavilonu G-Paleotropis.

## Popis
Je to vytrvalá popínavá rostlina s dřevnatějícím lesklým purpurově zeleným až červenohnědým stonkem, která na svém přirozeném stanovišti dorůstá do výše až 20 m ovíjejíc se okolo vhodné opory, stromu. Střídavě vyrůstající vytrvalé dlanitě složené listy s řapíkem jsou tvořeny třemi paprsčitě uspořádanými lístky. V rašení temně fialové a později tmavě zelené lístky mají krátké řapíčky, jsou celokrajné a na konci zašpičatělé, podlouhle obvejčité o délce 7 až 13 cm.
Drápovitě zahnuté oboupohlavné člunkovité květy na dlouhých stopkách připomínají svým tvarem nahoru ohnutý papouščí zobák. Vyrůstají v párech nebo přeslenech a jsou sestaveny do převislých květenství, jsou to hrozny dlouhé až 90 cm a v jednom bývá i 75 květů. Srostlé uťaté kališní lístky mají modrou nebo nafialovělou barvu. Korunní lístky jsou zbarveny modrozeleně, největší korunní lístek (pavéza) je člunkovitý, sousední lístky (křídla) jsou poměrně krátké a naopak zbývající dva (člunek) jsou dlouhé až 8 cm a hákovitě zakřivené. V květu vyrůstá v jednom kruhu 10 tyčinek s prašníky.
Květy mají bohatě nektaru který přitahuje mj. hlavní opylovače z řádu letounů, to jsou netopýři a kaloni. Ti jsou při sání nektaru zavěšení na stopkách květů a vsunují do květu hlavu, popráší se tak pylem který dále roznášejí. Plodem jsou oválné masité lusky téměř 15 cm dlouhé s až 12 velkými hnědými semeny. Samovolně se rostliny rozmnožují semeny, v zahradnických podnicích i řízky.
Neobvyklá barva květů vzniká díky vzájemné reakci flavonoidu saponarinu s antokyanem malvinem. Malvin v alkalickém prostředí květů vytváří modrou barvu a žlutý saponarin ji mění do zelena. Předpokládá se, že kaloně, kteří částečně vidí barevně a létají za potravou z večera, tato zvláštní neonová barva květů zesílená paprsky zapadajícího slunce navádí přímo na potravu.

## Ohrožení

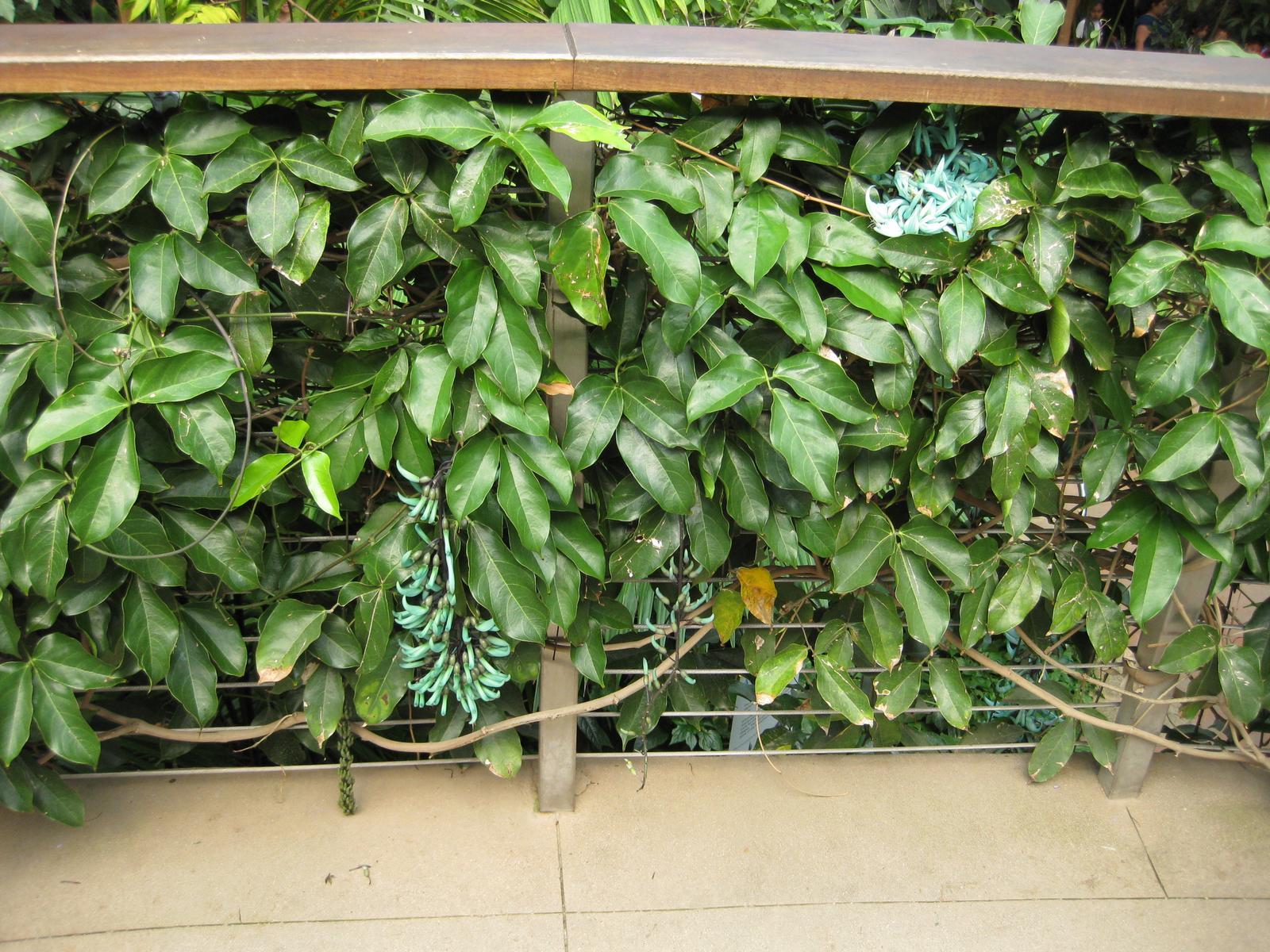
Uměle pěstovaná rostlina na nízké konstrukci

V přírodě není liána přímo ohrožována nezákonným sběrem, ale odlesňováním pralesů. Při skácení stromu který sloužil jako opora je většinou odříznutá i liána nebo spadne na zem a brzy ji přerostou invazivní druhy které se rychle šíří na místa vytěžených stromů. Už nyní se pravděpodobně vyskytuje více jedinců v botanických zahradách než ve volné přírodě.
Na podporu záchrany tohoto vzácného druhu jsou vážným zájemcům z tropických oblastí nebo vlastníkům tropických skleníků (ve kterých lze Strongylodon macrobotrys pěstovat i na pergolách) nabízeny sazenice. Např. 1,5leté rostlinky vysoké 85 cm za cca ₤ 65.

## Foto

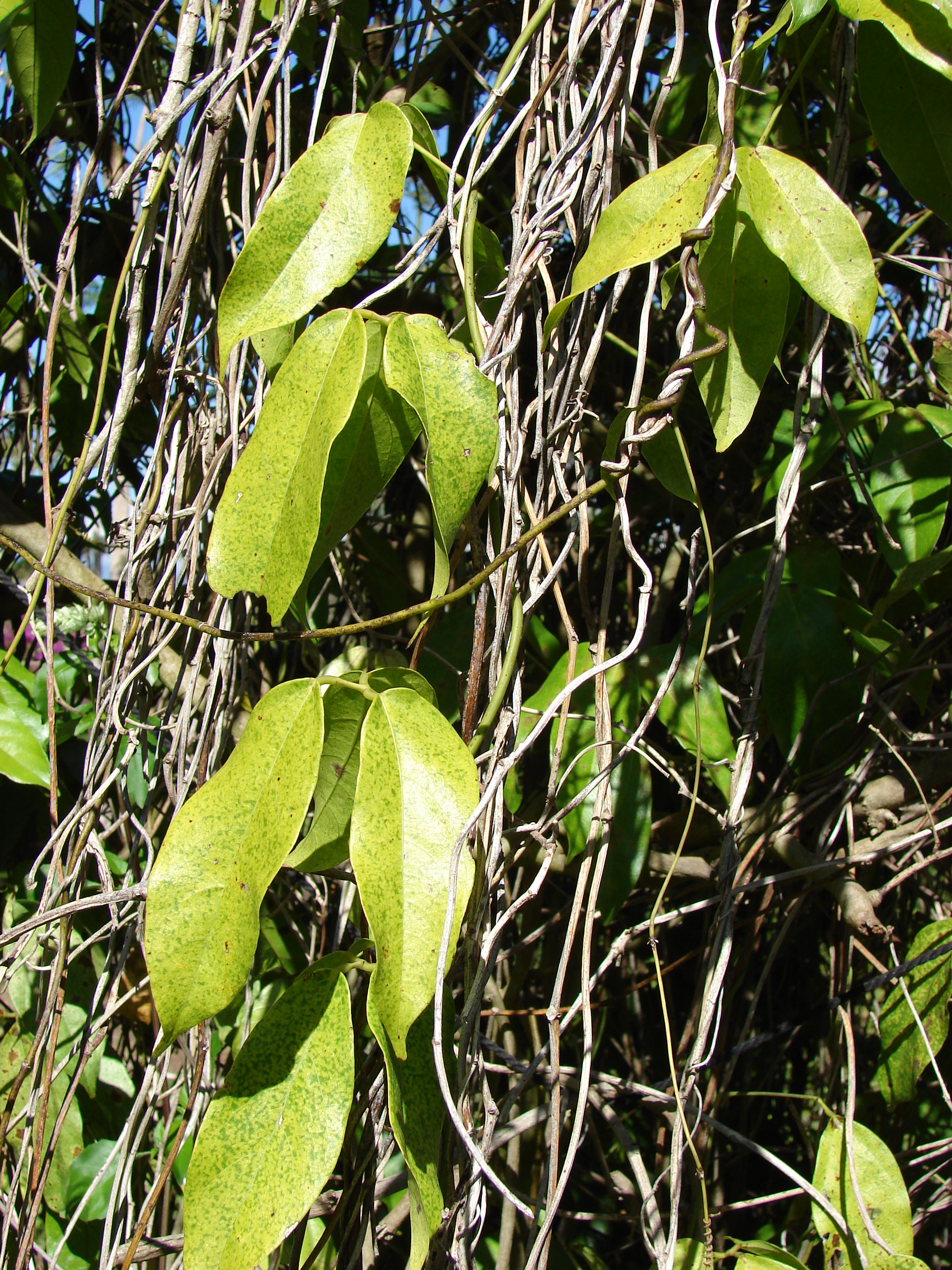
Ovíjivé liány a listy
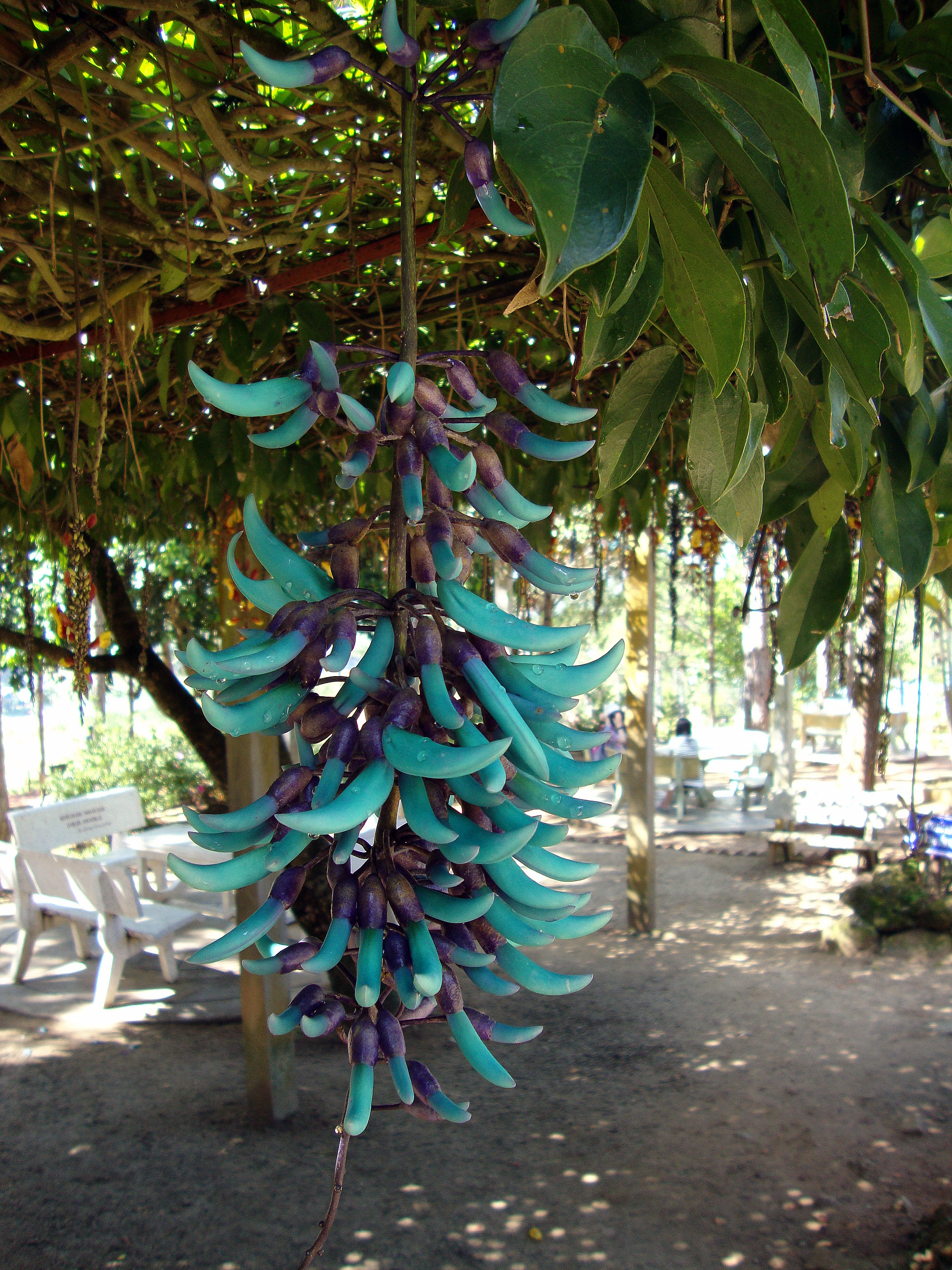
Výstavní květenství
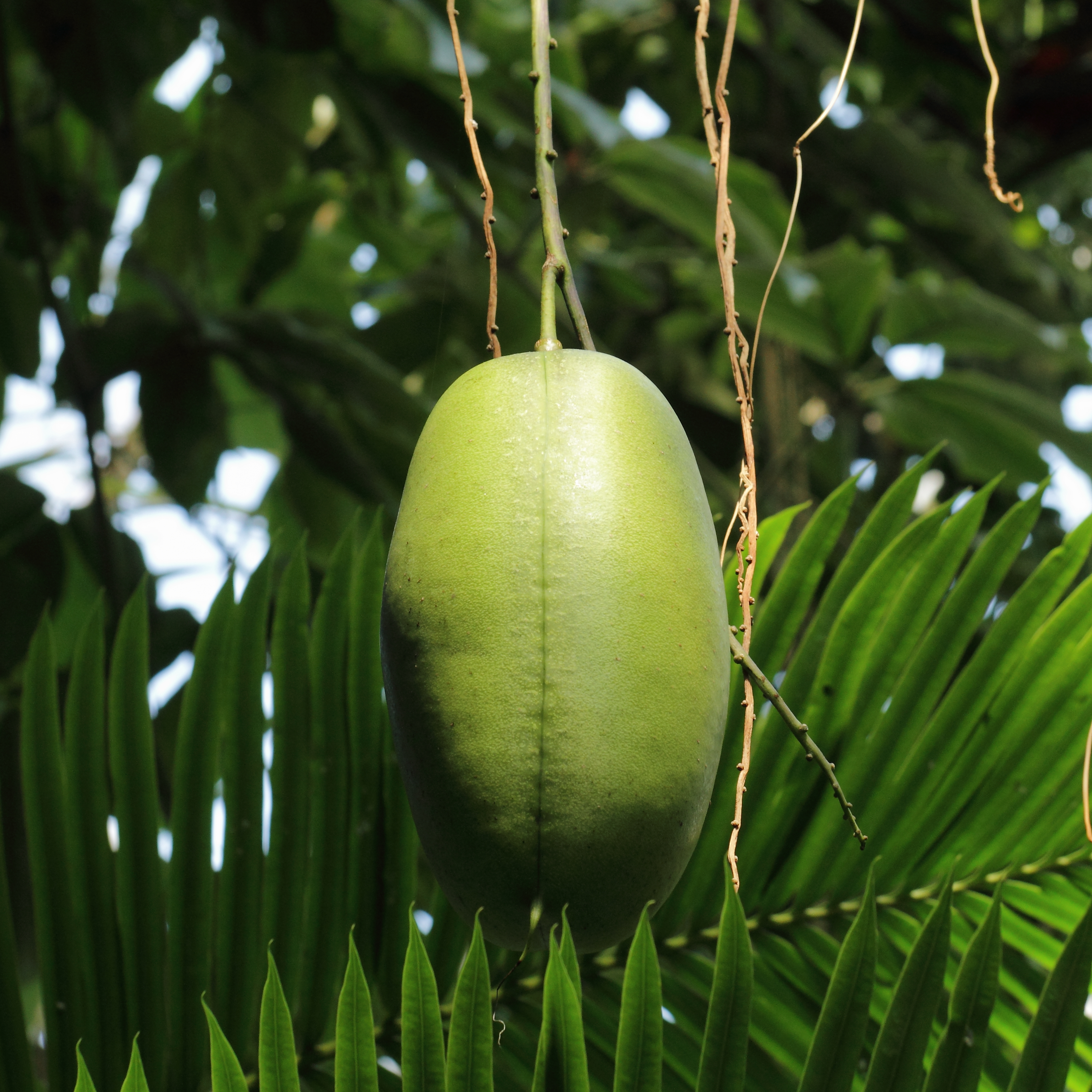
Plod, masitý lusk